# 紀見トンネル
紀見トンネル（きみトンネル）は、大阪府河内長野市と和歌山県橋本市とを結び、県境の紀見峠を貫くトンネルである。
道路（国道371号）が通る紀見トンネル・天見紀見トンネルと、鉄道（南海高野線）が通る紀見トンネル・新紀見トンネルの4つがあり、鉄道トンネルには「紀見峠トンネル」という通称がある。
両トンネルは河内長野側で立体交差する形となっているため、トンネル通過前後では道路と鉄道の位置関係が左右逆になる。

## 国道トンネル
正式名称は紀見隧道であるが、紀見トンネルと呼ばれている。都市計画道路「高槻橋本線」として事業化され、1969年（昭和44年）3月に国道170号として開通し、1982年（昭和57年）4月1日に国道371号に指定替えされた。
トンネル構造は建設当時に主流であった横流換気方式（つり下げ天井トンネル）であり、笹子トンネルと構造上類似している。
笹子トンネル天井板落下事故を受けて2012年12月5日から11日までに天井とその周辺についての緊急点検が実施され、「異常なし」と報告されたが、翌2013年1月3日に、大阪方面入り口から東側の約1メートル四方の側壁が落下・散乱する事故が起きている。事故当時車両が走行中であったが、これを回避して負傷者などは発生しなかった。老朽化が進んでいることもあり、国道371号バイパスの新設と同時に天見紀見トンネルへの代替が計画された。
天見紀見トンネル開通後、2024年9月からリニューアル工事が開始。天井板の撤去や壁面補修、照明や警報装置等の更新を行う。特に最初の天井板の撤去工事では数カ月間全面通行止めにして作業を行う。
- 全長 : 1,453m
- 規格 : 道路構造令・第3級第2級
- 車道幅員 : 6.50m（2車線）
- 全幅員 : 9.00m
- 完成年 : 1969年

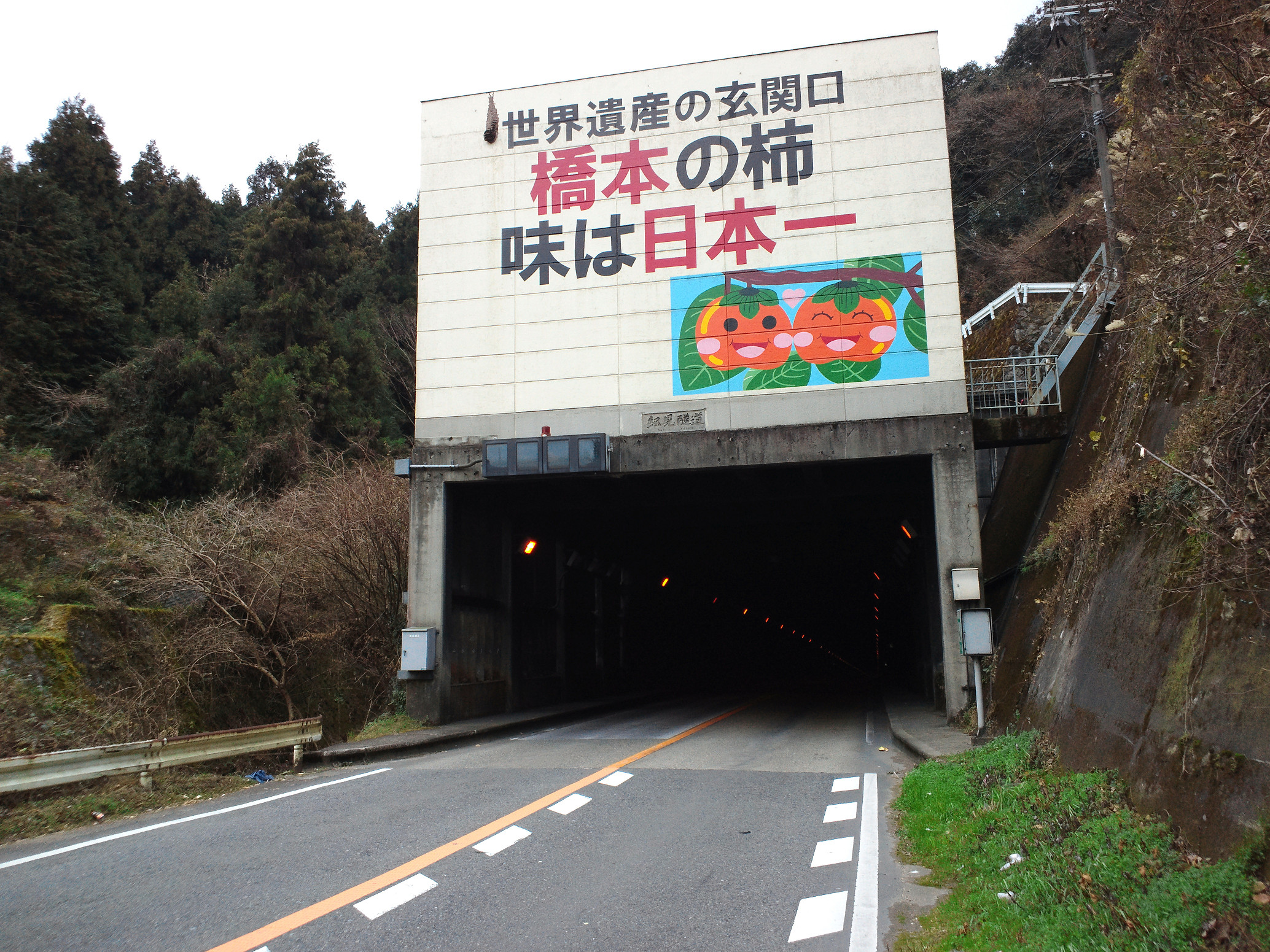
国道371号 紀見トンネル 大阪側
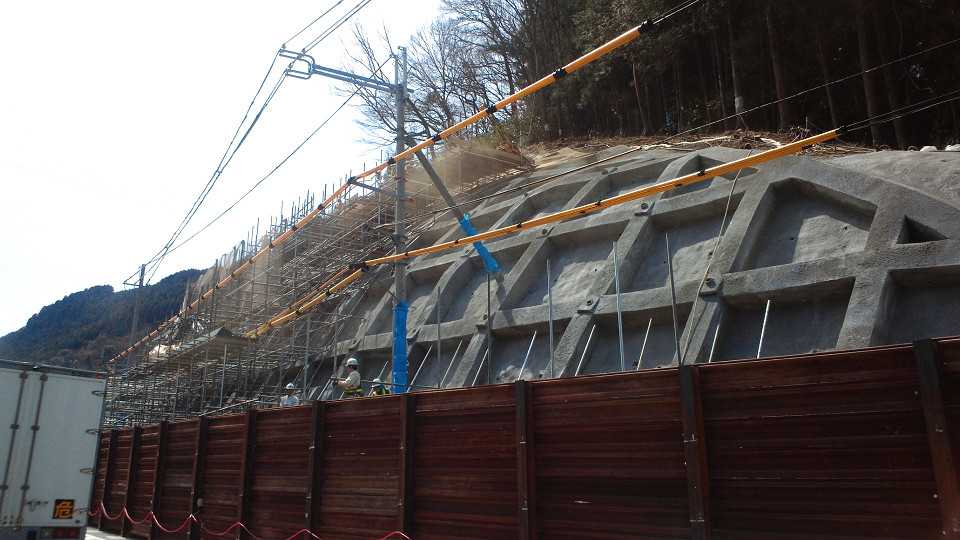
国道371号の崩落現場（大阪側の紀見トンネル前）

### 天見紀見トンネル
大阪橋本道路の国道371号バイパス（石仏バイパス、橋本バイパス）の中で最大となるトンネルで、それまでの紀見トンネルの代替である。全長2,111m(大阪府1,373.5m、和歌山県737.5m)、片側1車線トンネルで計画されている。トンネル断面は上半単心円、基本工法は発破掘削方式として検討されている。
以前は、両端から施工を進めるとしていたが、大阪府の財政難により石仏バイパス工事に遅れが生じ、着工の目途は立っていなかった。そのため、2014年度より、府県境で分断されていた大阪府と和歌山県の2つの事業を統合し1つの整備計画として、2015年度に和歌山県側から一連で着工する計画に見直し、調査及び設計を行うことが検討されており、また2021年～2024年までに供用を開始することが、2013年10月17日の9月定例府議会「都市住宅常任委員会」で決定している。
2019年10月に貫通、2024年6月2日に供用開始された。なお、天見紀見トンネルを含むバイパス区間は歩行者・自転車は通行不可であり、これらは現道を利用する。

## 鉄道トンネル

### 紀見トンネル
南海高野線の天見駅 - 紀見峠駅間にあるトンネルで、正式には紀見隧道である。通称は新紀見トンネルと合わせて「紀見峠トンネル」とされている。1914年（大正3年）12月に完成し、翌1915年（大正4年）3月11日に供用開始された。全長は1,562m。橋本側南坑口の上部には当時、高野線を経営していた高野登山鉄道の社長根津嘉一郎が揮毫した「紀見隧道」の扁額が掲げられている。新紀見トンネル開通時には、紀見トンネルも改修されて上り線用となった。

### 新紀見トンネル
1976年（昭和51年）4月4日に複線化のため、東側に並行して下り線用として新紀見トンネル（全長1,853m）が開通した。こちらも通称は「紀見峠トンネル」で統一している。複線化は1979年（昭和54年）5月26日、4年後の1983年（昭和58年）には紀見峠駅のリニューアルも行われた（但し駅舎は現在も複線化前と変わらず、自動改札はある）。

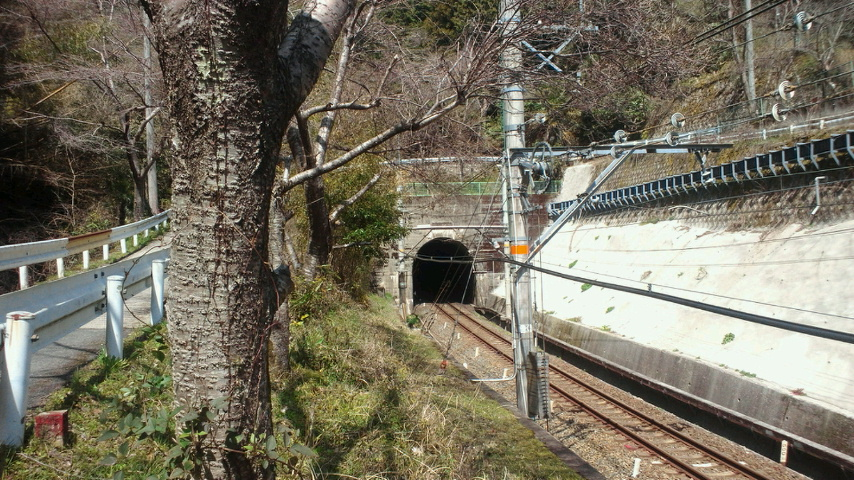
紀見隧道（紀見トンネル）
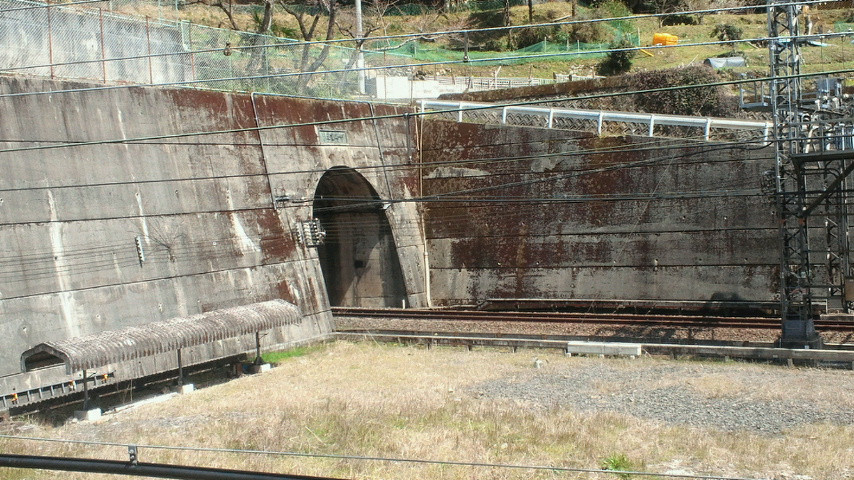
新紀見トンネル